# Olchówka (sielsowiet Jazno)
Olchówka (biał. Альхоўка; ros. Ольховка) – chutor na Białorusi, w obwodzie witebskim, w rejonie miorskim, w sielsowiecie Jazno.
Do 1964 roku miejscowość nosiła nazwę Raździorka.

## Historia
W czasach zaborów w gminie Jazno, w powiecie dzisieńskim, w guberni wileńskiej Imperium Rosyjskiego.
W latach 1921–1945 wieś Raździorka leżała w Polsce, w województwie wileńskim, w powiecie dziśnieńskim, w gminie Jazno.
Według Powszechnego Spisu Ludności z 1921 roku zamieszkiwały tu 32 osoby, 1 była wyznania rzymskokatolickiego a 31 prawosławnego. Jednocześnie 29 mieszkańców  zadeklarowało polską a 3 białoruską przynależność narodową. Było tu 5 budynków mieszkalnych. W 1931 w 6 domach zamieszkiwało 30 osób.
Wierni należeli do parafii rzymskokatolickiej i prawosławnej w Jaźnie. Miejscowość podlegała pod Sąd Grodzki w Dziśnie i Okręgowy w Wilnie; właściwy urząd pocztowy mieścił się w Jaźnie.
W wyniku napaści ZSRR na Polskę we wrześniu 1939 miejscowość znalazła się pod okupacją sowiecką. 2 listopada została włączona do Białoruskiej SRR. Od czerwca 1941 roku pod okupacją niemiecką. W 1944 miejscowość została ponownie zajęta przez wojska sowieckie i włączona do obwodu witebskiego Białoruskiej SRR.
Do 1960 w sielsowiecie Zaucie.
Od 1991 w składzie niepodległej Białorusi.